# 阜宁县人民医院
阜宁县人民医院，是中华人民共和国江苏省的医院，为二级甲等医院。

## 沿革
位于阜宁县阜城西大街129号。1946年8月1日，在益林创办；王国鼎担任首任院长。1949年11月，由东沟迁至阜城，后再迁址。1953年，分设内科、外科。1979年后，增设妇产科、传染科、儿科，后不断扩建。2005年2月，成为南通大学教学医院。